# Chrysopolis in Macedonia
Chrysopolis in Macedonia (łac. Diœcesis Chrysopolitanus in Macedonia) – stolica historycznej diecezji w Cesarstwie Bizantyńskim (prowincja Macedonia), współcześnie w Grecji. Od 1933 katolickie biskupstwo tytularne, wakujące od 1987.

## Biskupi tytularni
| Lp. | Biskup                     | Od                | Do              |
| --- | -------------------------- | ----------------- | --------------- |
| 1   | Louis de Courrèges d’Ustou | 16 listopada 1935 | 8 września 1947 |
| 2   | Florencio Sanz Esparza CM  | 4 marca 1948      | 27 grudnia 1987 |